# Peter Bonnington
Peter Bonnington (12 de fevereiro de 1975), mais conhecido como Bono, é um engenheiro britânico que atualmente é o chefe de engenharia da equipe de Fórmula 1 da Mercedes e, também, o engenheiro de corrida de Kimi Antonelli.

## Carreira
Bonnington começou sua carreira na Fórmula 1 como engenheiro de dados na equipe Jordan no início dos anos 2000. Durante seu tempo com a equipe de Silverstone, ele trabalhou ao lado de nomes como Giorgio Pantano e Timo Glock. Ele então se juntou à equipe Honda como substituto do engenheiro de corrida de longa data Andrew Shovlin e, portanto, se tornou o engenheiro de performance de Jenson Button. Bonnington permaneceu com a equipe após ela ser transformada na Brawn GP, guiando Button para seu primeiro Campeonato Mundial em 2009.
Após uma passagem como engenheiro de performance de Michael Schumacher na Mercedes, ele se tornou seu engenheiro de corrida substituindo Mark Slade em setembro de 2011. Depois que Schumacher deixou a equipe de Brackley no final de 2012, Bonnington tornou-se engenheiro sênior de corrida de Lewis Hamilton, uma posição que ele mantém até hoje. Em sua função como engenheiro sênior de corrida, ele é responsável por todas as comunicações da pista com o piloto e pela configuração do carro. Durante seu tempo nesta posição, ele projetou Hamilton para seis de seus sete campeonatos mundiais e é amplamente considerado um dos melhores engenheiros de corrida da Fórmula 1.
Em agosto de 2024, foi anunciado que Bonnington havia sido promovido ao cargo de chefe de engenharia da equipe Mercedes. Com ele permanecendo em sua função como engenheiro de pista de Hamilton até o final da temporada de 2024, quando Lewis fará sua transferência para a Scuderia Ferrari, para competir pela equipe italiana a partir da temporada de 2025 da Fórmula 1. Em 2025, Bonnington passou a ser o engenheiro de corrida de Kimi Antonelli, piloto italiano promovido pela Mercedes.